# فو بائورونگ
فو بائورونگ (انگلیسی: Fu Baorong؛ زادهٔ june 3, 1978) ورزشکار هاکی روی چمن اهل چین است.
وی در مسابقات کشوری و بین‌المللی در مجموع برندهٔ ۳ مدال طلا، ۲ مدال نقره، ۱ مدال برنز شده‌است.